# 成井窯
成井窯（なるいがま）は、栃木県芳賀郡益子町にある益子焼の窯元である。伝説的な益子焼の陶工、そして陶芸家であった成井恒雄が開窯した窯元である。

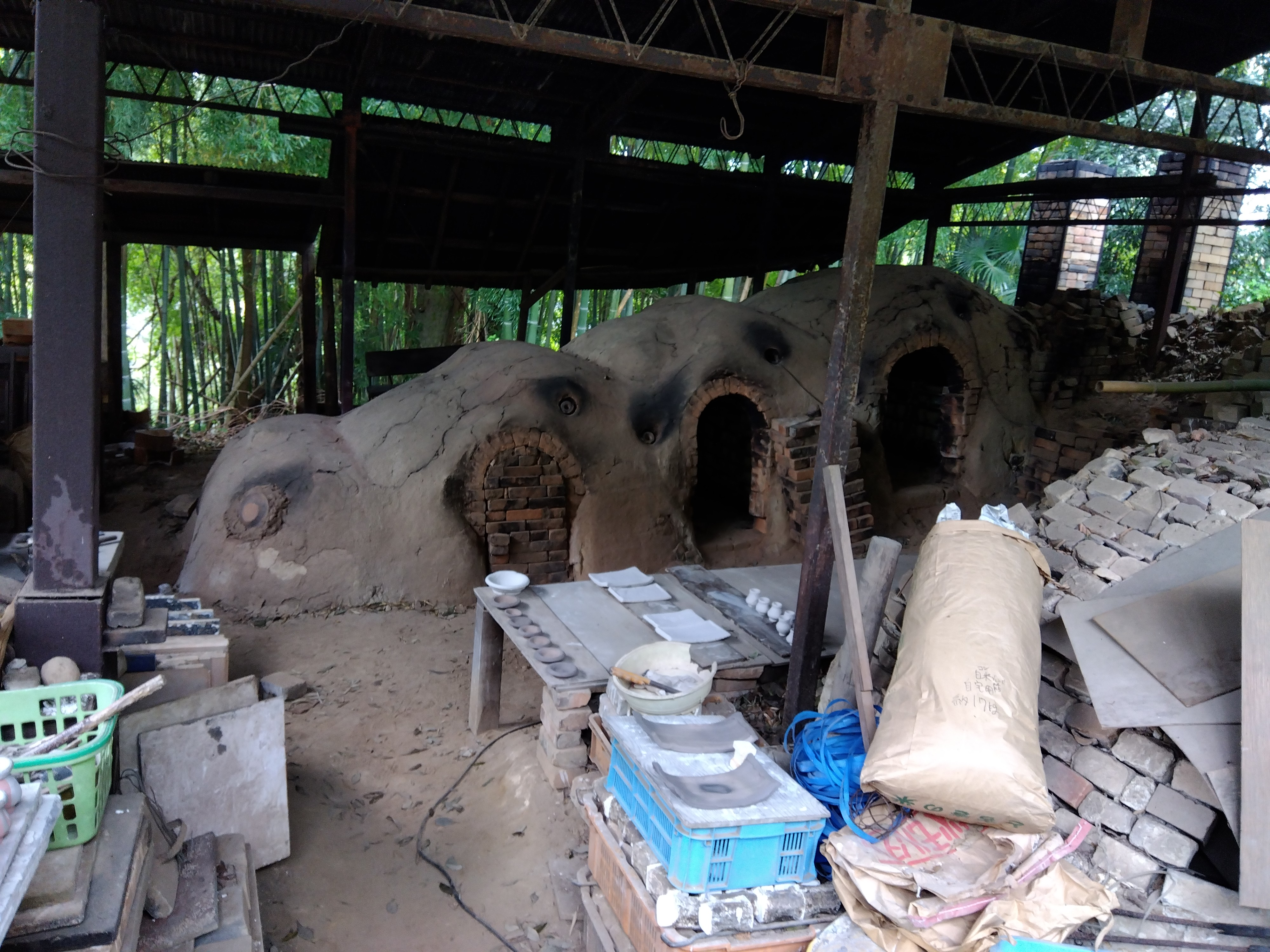
栃木県益子町にある「成井窯」の登り窯。

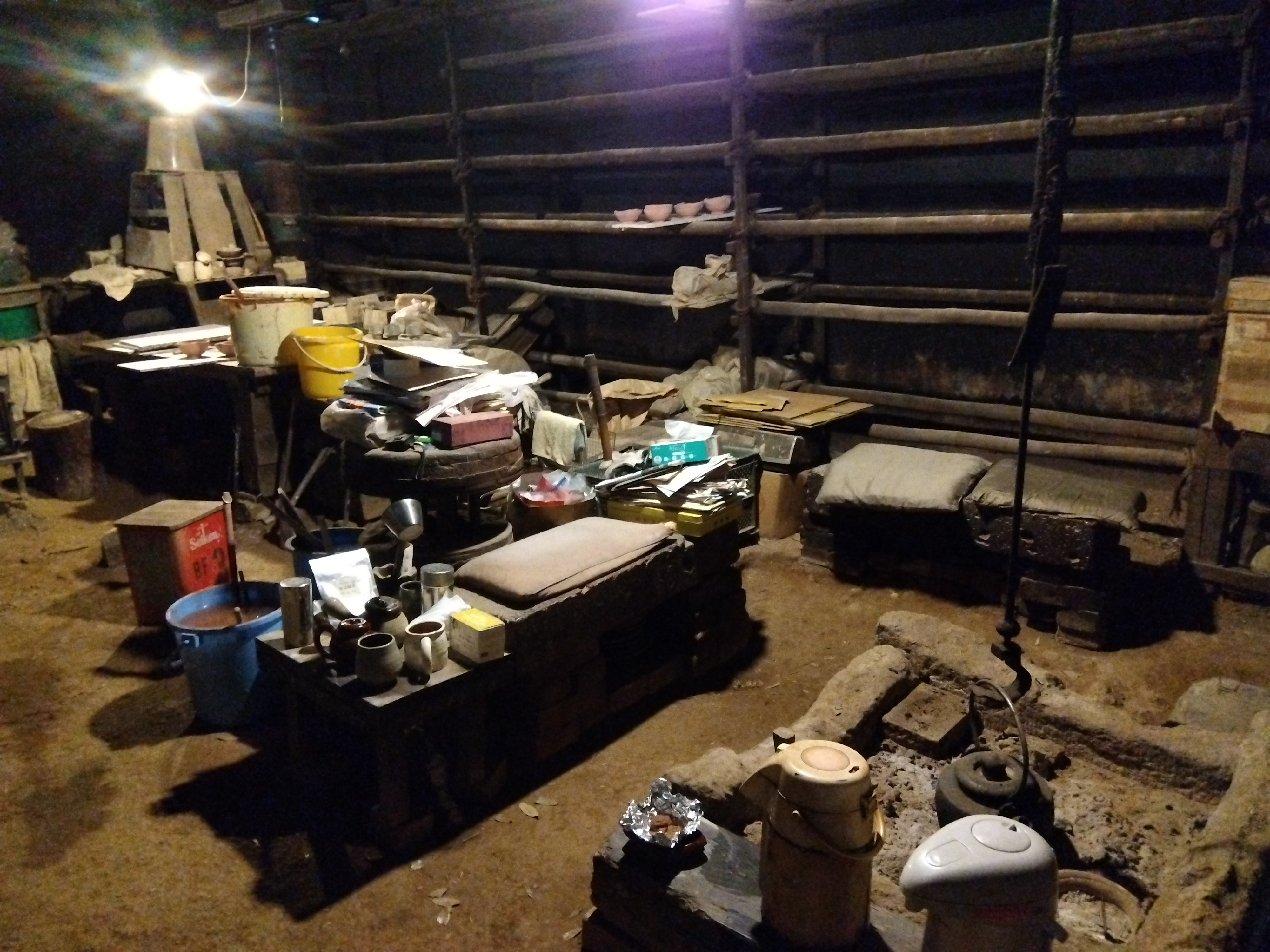
栃木県益子町にある「成井窯」の細工場。

益子町にかつて存在した円道寺窯の系統を受け継いでおり、現在は成井恒雄の子どもたちが受け継いでいる。

## 沿革
1970年（昭和45年）、成井恒雄が31歳の時に「一人で自由にやるのが一番」と、幼なじみたちと共に築窯した「大宿窯」から独立し、益子に登り窯を筑窯した。
もともと成井家は益子でも有数の窯元であり「円道寺窯」と称していた。そして成井恒雄の兄である成井立歩が3代目となり、その息子である成井俊雄と共に窯を続けていた。ところが2010年（平成22年）に立歩が、そして2011年（平成23年）に俊雄が、そして2012年（平成24年）には成井恒雄がそれぞれ逝去してしまう。そして恒雄の長男である成井亙は、「円道寺窯が終わってしまうのでは、という声もあった」「円道寺窯をきちんとした形で伝えていきたい」と語り、休眠中の円道寺の窯に再び火を入れることを決意した
そして成井亙の妻である成井ふみ、成井恒雄の4女であり亙の妹である川崎桃子の3人で、成井恒雄と「円道寺窯」の窯場を受け継ぎ「成井窯」として作陶活動を開始した。
2019年には写真家の高橋恭司が成井窯の器に絵付けを施すコラボレーション「炎画（ヒビ）」が企画された。

## スタッフ
- 成井亙

成井恒雄の長男。
財界人であった木村昌平が益子町で主宰した「益子昌平塾」の第一期生である。
- 成井ふみ

成井恒雄の弟子であり成井亙の妻。
成井恒雄の弟子であり、個人での作陶活動も行っていた。
生前の成井恒雄の映像が用いられた池田泰教による映像作品「3 PORTRAITS and JUNE NIGHT」に
実際には成井恒雄の「義理の娘」となるが、「成井恒雄の娘」として登場している。
- 川崎桃子

成井恒雄の4女であり、成井亙の妹。そして成井恒雄の弟子でもある。

## 主な展覧会歴
- 2019年
  - 3月27日～4月15日　益子焼の展示即売会「成井窯展」「ときたまひみつきち COMORIVER（コモリバ）」[18]
  - 4月26日～5月19日　高橋恭司 「やわらかな空間 ｜炎画 ｜写真｜絵画」「TETOKA｜手と花」[19]
- 2021年
  - 7月31日～9月5日「成井窯と益子」 展「TETOKA｜手と花」[20][21]
  - 9月15日～24日「土祭2021」企画「円道寺 成井窯展」「cafe&art space 1 1/2(イチトニブンノイチ)」[22]
  - 6月19日〜7月8日「成井窯展」「壷々炉」[23]
  - 12月23日～2022年1月23日　益子からの風  ~佐藤敬+成井窯 陶器展~ vol.4 「りゅう（沖縄県読谷村）」[24]

### 公式
- 成井窯 (@naruigama) - Instagram

### 紹介サイト
- “益子・成井窯の窯炊き”. 新・どどの声 (2016年9月29日). 2022年11月10日閲覧。
- “成井さんと成井窯”. PAPERSKY Japan club - PAPERSKY (2020年4月1日). 2022年10月25日閲覧。
- “益子ショートトリップ with JinJin”. classico ｜ blog (2020年8月10日). 2023年6月30日閲覧。
- “成井窯の創造のメチエ”. ギャラリー樟楠＆あるぴいの銀花ギャラリー日記 (2021年12月21日). 2022年10月25日閲覧。